# Тьоззо, Кристоф
Кристо́ф Тьоззо́ (фр. Christophe Tiozzo; род. 1 июня 1963, Сен-Дени) — французский боксёр, представитель средних весовых категорий. Выступал за сборную Франции по боксу в первой половине 1980-х годов, бронзовый призёр летних Олимпийских игр в Лос-Анджелесе, обладатель бронзовый медали Средиземноморских игр, трёхкратный чемпион французского национального первенства, победитель и призёр многих турниров международного значения. В период 1985—1996 годов успешно боксировал на профессиональном уровне, владел титулами чемпиона мира по версии WBA и чемпиона Европы по версии EBU.

## Биография
Кристоф Тьоззо родился 1 июня 1963 года в коммуне Сен-Дени, Франция.

### Любительская карьера
Впервые заявил о себе в 1982 году, когда одержал победу на чемпионате Франции в первой средней весовой категории и выступил на юниорском чемпионате Европы в Шверине, где сумел выиграть у представителя ФРГ Грациано Роккиджани, но в четвертьфинале уступил советскому боксёру Булату Шаронову.
В 1983 году вновь стал чемпионом французского национального первенства в первом среднем весе, выиграл Открытый чемпионат Франции в Сен-Назере, стал бронзовым призёром международного турнира «Таммер» в Финляндии, завоевал бронзовую медаль на Средиземноморских играх в Касабланке, побывал на европейском первенстве в Варне.
Одержал победу на международном турнире «Трофео Италия» 1984 года в Венеции и благодаря череде удачных выступлений удостоился права защищать честь страны на летних Олимпийских играх в Лос-Анджелесе — в категории до 71 кг благополучно прошёл первых троих соперников по турнирной сетке, тогда как в четвёртом полуфинальном поединке по очкам уступил канадцу Шону О’Салливану и таким образом получил бронзовую олимпийскую медаль.
После Олимпиады Тьоззо ещё в течение некоторого времени оставался в основном составе французской национальной сборной и продолжал принимать участие в крупнейших международных турнирах. Так, в 1985 году он в третий раз стал чемпионом Франции по боксу, но теперь уже в средней весовой категории, вновь победил на «Трофео Италия», боксировал на чемпионате Европы в Будапеште.

### Профессиональная карьера
Осенью 1985 года Кристоф Тьоззо покинул расположение французской сборной и успешно дебютировал на профессиональном уровне. В течение пяти лет одержал более двадцати побед, в том числе завоевал и дважды защитил титул чемпиона Европы по версии Европейского боксёрского союза (EBU) в среднем весе.
Поднявшись в рейтингах, в 1990 году удостоился права оспорить титул чемпиона мира во второй средней весовой категории по версии Всемирной боксёрской ассоциации (WBA), который на тот момент принадлежал корейцу Пэк Ин Чхолю. В итоге Тьоззо выиграл у него техническим нокаутом в шестом раунде и забрал чемпионский пояс себе. Сумел дважды защитить титул, лишившись его в апреле 1991 года во время третьей защиты — техническим нокаутом в девятом раунде ему нанёс поражение панамец Виктор Кордоба.
В дальнейшем Тьоззо выиграл два рейтинговых поединка и в июне 1992 года предпринял попытку заполучить титул чемпиона мира в полутяжёлом весе по версии Всемирного боксёрского совета (WBC). Однако действующий чемпион, австралиец Джефф Хардинг, победил его техническим нокаутом в восьмом раунде, нанеся французу второе поражение в карьере.
В 1995—1996 годах выиграл ещё три рейтинговых поединка с малоизвестными боксёрами и на этом завершил спортивную карьеру.
Его младший брат Фабрис Тьоззо тоже стал достаточно известным боксёром, владел титулами чемпиона мира WBA и WBC.